# Obispos (khu tự quản)
Obispos là một khu tự quản thuộc bang Barinas, Venezuela. Thủ phủ của khu tự quản Obispos đóng tại Obispos. Khự tự quản Obispos có diện tích 1753 km2, dân số theo điều tra dân số ngày 21 tháng 10 năm 2001 là 25774 người.